# Wojciech Pracki
Wojciech Pracki (ur. 10 listopada 1979 w Ostrowie Wielkopolskim) – polski duchowny luterański, od 2025 biskup diecezji katowickiej Kościoła Ewangelicko-Augsburskiego w RP.

## Życiorys
Dzieciństwo spędził w Odolanowie w południowej Wielkopolsce. Jest absolwentem Technikum Samochodowego przy Zespole Szkół Samochodowych w Kaliszu. W latach 1999–2004 studiował teologię ewangelicką w Chrześcijańskiej Akademii Teologicznej w Warszawie. Po studiach odbył praktykę parafialną w parafii ewangelicko-augsburskiej w Cieszynie (największej parafii ewangelickiej w Polsce) i 12 marca 2006 został ordynowany na pastora przez biskupa Kościoła Janusza Jaguckiego. W uroczystości wzięło udział 20 księży i diakonek, a wśród nich prezes Synodu Kościoła, ks. Jan Gross, ks. radca Piotr Gaś i ks. radca Janusz Sikora. Następnie w latach 2006–2010 pracował jako wikariusz parafii cieszyńskiej oraz nauczyciel religii ewangelickiej w różnych placówkach oświatowych na terenie Cieszyna.
Od 2010 był asystentem biskupa Kościoła oraz rzecznikiem prasowym Kościoła, a w 2011 organizował duszpasterstwo dla ewangelików niemieckojęzycznych w Warszawie. Publikuje w tygodniku Wochenblatt. Jest członkiem koła DFK Opole-Centrum. Deklaruje się jako Polak. Jest żonaty i ma córkę.
Pisze też do Zwiastuna Ewangelickiego.
Jest aktywny w lokalnym środowisku ekumenicznym. Współpracuje z Radiem Opole i katolickim Radiem Doxa. Jako nowy ewangelicki biskup katowicki, w wywiadzie dla katowickiego Radia eM, podkreślał znaczenie dialogu ekumenicznego i obecności Kościoła w mediach. Będą to priorytety jego 10-letniej kadencji. Nadal będzie mieszkał w Opolu i równocześnie, kierował tamtejszą parafią ewangelicką. Zamierza też przeciwdziałać postępującej laicyzacji.
6 stycznia 2015 został wprowadzony w urząd proboszcza parafii ewangelicko-augsburskiej w Opolu. Nabożeństwo poprowadził zwierzchnik diecezji katowickiej bp Marian Niemiec, były proboszcz opolski. Asystentami wprowadzającymi byli: biskup Kościoła Jerzy Samiec oraz proboszcz krakowski ks. dr Roman Pracki. W nabożeństwie uczestniczył też biskup pomocniczy katolickiej diecezji opolskiej Paweł Stobrawa.
Jest członkiem Polskiej Rady Chrześcijan i Żydów. Zasiadał też w zarządzie Stowarzyszenia Księży i Katechetów Kościoła Ewangelicko-Augsburskiego w RP, a od 2021 jest przewodniczącym jego komisji rewizyjnej. Od maja 2024 członek Zarządu Bratniej Pomocy im. Gustawa Adolfa.
W 2022 został laureatem Nagrody imienia Jana Całki w kategorii „Lider Społeczny Roku” (rok wcześniej znalazł się w gronie wyróżnionych w tej kategorii).
W listopadzie 2024 roku Konferencja Duchownych Diecezji Katowickiej wytypowała ks. Wojciecha Prackiego jako kandydata duchownych w wyborach zwierzchnika diecezji. 30 listopada 2024 Synod Wyborczy Diecezji Katowickiej Kościoła Ewangelicko-Augsburskiego w Polsce obradujący w Bytomiu-Miechowicach wybrał ks. Wojciecha Prackiego na urząd biskupa diecezji katowickiej. W tajnym głosowaniu ks. Wojciech Pracki zdobył 62 głosów „za”, 10 „przeciw” i 11 „wstrzymujących się”.
Konsekracja biskupa oraz wprowadzenie w urząd biskupa diecezjalnego Diecezji Katowickiej odbyła się w kościele Zmartwychwstania Pańskiego w Katowicach 1 lutego 2025. Konsekratorem był zwierzchnik Kościoła bp Jerzy Samiec, w asyście bpa Adriana Korczagi – zwierzchnika diecezji cieszyńskiej i bpa Mariana Niemca – byłego zwierzchnika diecezji katowickiej Kościoła.